# الجبهة الوطنية الديمقراطية (الجزائر)
الجبهة الوطنية الديمقراطية هي حزب سياسي ثانوي في الجزائر. في انتخابات المجلس الشعبي الوطني التي جرت في 17 مايو 2007، فاز الحزب بنسبة 1.38٪ من الأصوات ومقعد واحد من أصل 389 مقعدًا. 